# Migrena brzuszna
Migrena brzuszna (ang. abdominal migraine) – zaburzenie czynnościowe przewodu pokarmowego występujące u dzieci w wieku 3–15 lat, objawiające się nagłym, nasilonym bólem brzucha umiejscowionym w okolicy pępka.

## Epidemiologia
Zaburzenie to pojawia się częściej u dziewczynek, które stanowią w przybliżeniu 60% chorych. Występuje według różnych źródeł u około 1 do 4% dzieci. Obserwuje się dwa szczyty zachorowań: między 5 a 7 oraz między 10 a 12 rokiem życia. Objawy mogą utrzymywać się do wieku dorosłego.

## Etiopatogeneza
Przyczyna zaburzenia jest nieznana. Przyjmuje się, że może być ona związana z nieprawidłowościami impulsów elektrycznych powstających w podwzgórzu bądź zaburzonym przepływem krwi w tętnicach mózgu. W jednej z prac opisano nieprawidłową odpowiedź na bodźce wzrokowe u dzieci z migreną brzuszną. Choroba może występować rodzinnie. Zaobserwowano występowanie migreny brzusznej wśród osób, których bliscy krewni cierpią na migrenowy ból głowy. Zauważono również cechy wspólne z zespołem wymiotów cyklicznych. Istnieje doniesienie, w którym autorzy twierdzą, iż migrena brzuszna, zespół wymiotów cyklicznych i migrenowy ból głowy to różne postacie tej samej choroby.

## Objawy
Migrena brzuszna objawia się napadowym, silnym bólem brzucha w linii środkowej ciała, najczęściej wokół pępka, pojawiającym się w nocy i trwającym od kilku godzin do kilku dni. Poza bólem brzucha u chorych obserwuje się:
- ból głowy zlokalizowany po jednej stronie
- nudności i wymioty
- światłowstręt
- brak łaknienia
- bladość skóry
- aurę

Przed napadem u pacjentów pojawia się pogorszenie nastroju, ból głowy, senność, wzmożona wrażliwość na bodźce świetlne i dźwiękowe. Dzieci z migreną brzuszną mają też większą skłonność do choroby lokomocyjnej.

## Rozpoznanie
Migrenę brzuszną rozpoznaje się na podstawie kryteriów rzymskich III. Muszą zostać spełnione wszystkie poniższe warunki:
1. napadowy, silny, ostry ból brzucha zlokalizowany wokół pępka i trwający przynajmniej godzinę
2. pomiędzy napadami okresy powrotu do normalnego stanu zdrowia trwające przez kilka tygodni lub miesięcy
3. napady bólu zaburzają normalną aktywność
4. bólowi brzucha muszą towarzyszyć przynajmniej 2 stany spośród następujących:
  - brak łaknienia
  - nudności
  - wymioty
  - ból głowy
  - światłowstręt
  - bladość skóry
5. nie stwierdza się chorób zapalnych, metabolicznych, nowotworowych lub związanych z wadami anatomicznymi, wywołujących podobne objawy

Aby kryteria rozpoznania zostały spełnione, napady bólu brzucha muszą wystąpić przynajmniej dwukrotnie w ciągu ostatnich 12 miesięcy.
Migrenę brzuszną należy zawsze różnicować z innymi chorobami mogącymi powodować silny ból brzucha, wymaga to wykonania badań dodatkowych. Należy wykluczyć choroby, takie jak: wady anatomiczne dróg moczowych, niedrożność jelit, choroby dróg żółciowych, zapalenie trzustki, rodzinną gorączkę śródziemnomorską, porfirię, chorobę wrzodową, powtarzający się wzrost ciśnienia śródczaszkowego.

## Leczenie
Dzieciom cierpiącym na migrenę brzuszną zaleca się unikanie bodźców mogących wywołać napad, takich jak: stres, nieregularny sen, długa podróż, migające lub bardzo silne światło, niedotlenienie czy przedłużające się głodzenie. Zaleca się ograniczenie spożycia pokarmów zawierających aminy biogenne, azotyny i kofeinę. Z diety powinno wykluczyć się w miarę możliwości: czekoladę, kakao, kawę, sery, owoce cytrusowe, pomidory, sztuczne barwniki. W przypadku częstych i bardzo nasilonych objawów stosuje się propranolol, cyproheptadynę, pizotyfen lub sumatryptan.